# Lista de deputados estaduais de Pernambuco da 2.ª legislatura
Essa é uma lista de deputados estaduais de Pernambuco eleitos para o período 1951-1955.

## Composição das bancadas
| Partido | Líder                               | Bancada | Posição      |
| ------- | ----------------------------------- | ------- | ------------ |
| PSD     | Veneziano Vital do Rêgo             | 29 / 65 | Governo      |
| UDN     | Olímpio de Souza Ferraz             | 13 / 65 | Oposição     |
| PSP     | Fernando Cavalcanti de Lacerda      | 8 / 65  | Oposição     |
| PTB     | Miguel Mendonça de Melo             | 5 / 65  | Governo      |
| PDC     | João Elísio Florêncio               | 4 / 65  | Governo      |
| PL      | Augusto Carneiro de Novais          | 2 / 65  | Oposição     |
| PR      | Justino Alves Bezerra               | 2 / 65  | Independente |
| PST     | Antônio de Andrade Lima Filho       | 1 / 65  | Governo      |
| PRP     | José Rodrigues da Silva (Batatinha) | 1 / 65  | Independente |

## Deputados estaduais
| Deputados estaduais eleitos             | Partido | Votação | Cidade onde nasceu      | Unidade federativa  |
| Adalberto Gomes Pereira Guerra          | PTB     | 1.690   | Rio Formoso             | Pernambuco          |
| Adalberto Tabosa de Almeida             | UDN     | 2.997   | Caruaru                 | Pernambuco          |
| Afonso Ferraz                           | PSD     | 2.686   | Floresta                | Pernambuco          |
| Alberes Coutinho do Rego                | PSD     | 3.390   | Carpina                 | Pernambuco          |
| Alcides Teixeira                        | PTB     | 3.474   | Recife                  | Pernambuco          |
| Alfredo Américo Leite                   | PSD     | 2.416   | Garanhuns               | Pernambuco          |
| Aluísio Viana Pais de Barros            | PSP     | 2.131   | Tamandaré               | Pernambuco          |
| Amaro Gomes Pedrosa                     | PSD     | 2.510   | Bonito                  | Pernambuco          |
| Antônio de Andrade Lima Filho           | PST     | 1.593   | Goiana                  | Pernambuco          |
| Antônio Heráclito do Rêgo               | PDC     | 3.299   | Limoeiro                | Pernambuco          |
| Antonio Luiz da Silva Filho             | PDC     | 1.232   | Recife                  | Pernambuco          |
| Antônio Torres Galvão                   | PSD     | 4.601   | Goianinha               | Pernambuco          |
| Augusto Oliveira Carneiro de Novais     | PL      | 2.857   | Escada                  | Pernambuco          |
| Aurino do Nascimento Valois             | PTB     | 1.766   | Vitória de Santo Antão  | Pernambuco          |
| Celso Cursino                           | UDN     | 2.259   | Macaparana              | Pernambuco          |
| Celso da Costa Miranda                  | PTB     | 2.922   | Lagoa Grande            | Pernambuco          |
| Clélio Lemos                            | PSD     | 2.351   | Recife                  | Pernambuco          |
| Constantino Carneiro Maranhão           | PL      | 3.203   | Moreno                  | Pernambuco          |
| Deocleciano Pereira Lima                | UDN     | 2.721   | Triunfo                 | Pernambuco          |
| Edson Moury Fernandes                   | PSD     | 3.396   | Recife                  | Pernambuco          |
| Elpídio de Noronha Branco               | PSD     | 3.350   | Igarassu                | Pernambuco          |
| Emídio Cavalcanti de Albuquerque        | PSD     | 2.456   | Cabo de Santo Agostinho | Pernambuco          |
| Esmerino Cruz Sampaio                   | PSD     | 2.621   | São Lourenço da Mata    | Pernambuco          |
| Fábio Corrêa de Oliveira Andrade        | PSD     | 3.350   | Escada                  | Pernambuco          |
| Felipe Coelho                           | UDN     | 2.238   | Ouricuri                | Pernambuco          |
| Fernando Carneiro Cavalcanti de Lacerda | PSP     | 2.086   | Recife                  | Pernambuco          |
| Francisco de Morais Heráclito           | PSD     | 3.566   | Limoeiro                | Pernambuco          |
| Geminiano da Cunha Pedrosa              | PSP     | 1.481   | Ilha de Itamaracá       | Pernambuco          |
| Inácio de Lemos Vasconcelos             | UDN     | 2.523   | Serra Talhada           | Pernambuco          |
| Irineu de Pontes Vieira                 | PSD     | 3.116   | Caruaru                 | Pernambuco          |
| João Elísio Florêncio                   | PDC     | 1.465   | Parnamirim              | Pernambuco          |
| João Teobaldo de Azevedo                | PSD     | 3.405   | Carpina                 | Pernambuco          |
| João Vieira de Menezes                  | PDC     | 2.592   | Araripina               | Pernambuco          |
| Jorge Feliciano de Albuquerque          | PSD     | 2.931   | Recife                  | Pernambuco          |
| José Abilio d'Albuquerque Ávila         | PSD     | 3.145   | Chã Grande              | Pernambuco          |
| José Francisco de Melo Cavalcanti       | PSD     | 2.862   | Recife                  | Pernambuco          |
| José Gomes de Sá                        | PR      | 2.655   | Sousa                   | Paraíba             |
| José Joaquim da Silva Filho             | PSD     | 2.843   | Garanhuns               | Pernambuco          |
| José Mixto de Oliveira                  | UDN     | 2.417   | Lagoa de Itaenga        | Pernambuco          |
| José Pires                              | PSD     | 2.407   | Tabira                  | Pernambuco          |
| José Rodrigues da Silva (Batatinha)     | PRP     | 1.183   | Riacho das Almas        | Pernambuco          |
| José Santana                            | PSD     | 2.941   | Ipojuca                 | Pernambuco          |
| Justino Alves Bezerra                   | PR      | 2.177   | Gravatá                 | Pernambuco          |
| Lael Feijó Sampaio                      | UDN     | 3.639   | Catende                 | Pernambuco          |
| Lívio de Souza Valença                  | PSD     | 3.069   | Capoeiras               | Pernambuco          |
| Luís de França Cavalcanti da Costa Lima | PSP     | 1.568   | Igarassu                | Pernambuco          |
| Padre Luiz Wanderley Simões             | PSD     | 2.876   | Ouricuri                | Pernambuco          |
| Manuel Cordeiro de Melo                 | PSP     | 2.386   | Carnaíba                | Pernambuco          |
| Manuel da Santa Cruz Valadares          | UDN     | 4.380   | São José do Egito       | Pernambuco          |
| Metódio de Godoy Lima                   | PSD     | 2.680   | Itapetim                | Pernambuco          |
| Miguel Mendonça de Melo                 | PTB     | 3.527   | Barreiros               | Pernambuco          |
| Nelson Barbosa                          | PSD     | 2.854   | Surubim                 | Pernambuco          |
| Nestor de Souza                         | PSP     | 2.764   | Petrolina               | Pernambuco          |
| Nilo de Oliveira Pereira                | PSD     | 2.933   | Ceará-Mirim             | Rio Grande do Norte |
| Olímpio de Souza Ferraz                 | UDN     | 2.138   | Dormentes               | Pernambuco          |
| Osvaldo Lima Filho                      | PSP     | 3.108   | Cabo de Santo Agostinho | Pernambuco          |
| Otoniel Furtado Gueiros                 | UDN     | 1.964   | Canhotinho              | Pernambuco          |
| Paulo Figueiredo Cavalcanti             | PSP     | 3.996   | Olinda                  | Pernambuco          |
| Paulo Germano de Magalhães              | PSD     | 2.486   | Recife                  | Pernambuco          |
| Pio Genésio Guerra                      | UDN     | 2.636   | Umbuzeiro               | Paraíba             |
| Severino Mário de Oliveira              | PSD     | 2.986   | Palmares                | Pernambuco          |
| Suetone Alencar                         | UDN     | 2.196   | Salgueiro               | Pernambuco          |
| Walfredo Paulino de Siqueira            | PSD     | 3.280   | São José do Egito       | Pernambuco          |
| Veneziano Vital do Rêgo                 | PSD     | 3.038   | Campina Grande          | Paraíba             |
| Wilson Albino Pimentel                  | UDN     | 2.203   | Garanhuns               | Pernambuco          |